# دومب‌ایراتوش
دومب‌ایراتوش (به مجاری:  Dombiratos) یک منطقهٔ مسکونی در مجارستان است که در ناحیه مزوکواچ‌هازا واقع شده‌است. دومب‌ایراتوش ۱۸٫۳۱ کیلومتر مربع مساحت و ۵۶۰ نفر جمعیت دارد.